# Hollister (Missouri)
Hollister is een plaats (city) in de Amerikaanse staat Missouri, en valt bestuurlijk gezien onder Taney County.

## Demografie
Bij de volkstelling in 2000 werd het aantal inwoners vastgesteld op 3867.
In 2006 is het aantal inwoners door het United States Census Bureau geschat op 3796, een daling van 71 (-1,8%).

## Geografie
Volgens het United States Census Bureau beslaat de plaats een oppervlakte van
9,7 km², waarvan 9,6 km² land en 0,1 km² water. Hollister ligt op ongeveer 422 m boven zeeniveau.

## Plaatsen in de nabije omgeving
De onderstaande figuur toont nabijgelegen plaatsen in een straal van 12 km rond Hollister.